# Dendrobium zebrinum
Dendrobium zebrinum är en orkidéart som beskrevs av Johannes Jacobus Smith. Dendrobium zebrinum ingår i släktet Dendrobium och familjen orkidéer. Inga underarter finns listade i Catalogue of Life.